# S-Bahn Mittelelbe
S-Bahn Mittelelbe (do 2014 S-Bahn Magdeburg) – sieć kolei aglomeracyjnej (S-Bahn) w stolicy kraju związkowego Saksonia-Anhalt Magdeburgu. Operatorem S-Bahn jest DB Regio Südost, działający na zlecenie Nahverkehrsservice Sachsen-Anhalt GmbH.
Sieć S-Bahn w Magdeburgu została otwarta 29 września 1974. Składała się z jednej linii północ-południe od długości 39 km.